# Visayas Occidentale
Visayas Occidentale (in tagalog: Kanlurang Kabisayaan; in inglese: Western Visayas) è la regione della parte occidentale dell'arcipelago filippino delle Visayas, la macroregione del centro delle Filippine.
Le province che fanno capo a questa regione, ufficialmente la Regione VI, sono: Aklan, Antique, Capiz e Iloilo che fanno parte dell'isola di Panay, Negros Occidental che è sull'isola di Negros, Guimaras e Palawan che occupano le isole omonime. Sulla presenza di quest'ultima, che è anche la provincia più estesa di tutte le Filippine, pende un giudizio definitivo sul trasferimento avvenuto per atto del Governo centrale nell'agosto 2005 dalla regione Mimaropa (la regione IV-B formatasi dallo scioglimento della regione IV di Tagalog meridionale) e che la popolazione non ha accettato perché avvenuta senza una consultazione.

## Geografia fisica
La regione è caratterizzata dalla presenza di tre grandi isole. Tra il Mar Cinese Meridionale e il Mare di Sulu c'è l'isola di Palawan che, proprio perché separata da un mare dal resto delle Visayas è sempre stata sia fisicamente che culturalmente un'entità distinta. Territorialmente molto vasta (quasi 15.000 km² considerando anche tutte le isole minori) non è però mai stata amministrativamente una regione a sé e recentemente è stata aggiunta in questa regione.
La seconda grande isola è Panay (12.000 km²), la più occidentale delle Visayas, rivolta ad est sul Mare di Sulu, con a sud-est il golfo di Panay sul quale si trova l'isola di Guimaras (604 km²). L'ultima grande isola, Negros, la più orientale, è condivisa con la vicina regione di Visayas Centrale.

### Suddivisioni amministrative
La regione si divide in 7 province. Vi sono 17 città componenti (2 di queste, Iloilo e Bacolod godono i diritti di "città privilegiata") e 140 municipalità.

#### Province
- Aklan
- Antique
- Capiz
- Guimaras
- Iloilo
- Negros Occidental

#### Città
- Bacolod (Negros Occidental) (Città altamente urbanizzata - HUC)
- Bago (Negros Occidental)
- Cadiz (Negros Occidental)
- Escalante (Negros Occidental)
- Himamaylan (Negros Occidental)
- Iloilo (Iloilo) (Città altamente urbanizzata - HUC)
- Kabankalan (Negros Occidental)
- La Carlota (Negros Occidental)
- Passi (Iloilo)
- Roxas (Capiz)
- Sagay (Negros Occidental)
- San Carlos (Negros Occidental)
- Silay (Negros Occidental)
- Sipalay (Negros Occidental)
- Talisay (Negros Occidental)
- Victorias (Negros Occidental)

## Società

### Lingue e dialetti
La lingua prevalente è l'hiligaynon che è parlato nelle province di Iloilo, Negros Occidental, Guimaras e Capiz, poi ci sono il kinaray-a, parlato ad Antique e in parte di Iloilo, l'aklanon parlato ad Aklan, il palawano e tutta una serie di altre lingue minori parlate a Palawan.